# Намаюнас, Роуз
Ро́уз Намаю́нас (англ. Rose Namajunas; лит. Rožė Gertrūda Namajūnaitė, род. 29 июня 1992, Милуоки, Висконсин, США) — американский боец смешанных боевых искусств, выступающая под эгидой UFC в минимальной весовой категории. Финалистка 20-го сезона The Ultimate Fighter. Двукратная и бывшая чемпионка UFC в минимальной весовой категории.
Занимает 12 строчку официального рейтинга UFC среди лучших бойцов независимо от женской весовой категории (англ. pound-for-pound).
Занимает 7 строчку официального рейтинга  UFC в женском наилегчайшем весе.

## Ранние годы
Роуз Намаюнас родилась в семье выходцев из Литвы. Её родители покинули страну сразу же после распада СССР и переехали в США. Детство Роуз было очень трудным из-за сексуальных домогательств со стороны отца, страдавшего шизофренией. Приставания и жестокое обращение сильно поменяли её характер, поэтому с 5 лет она занималась тхэквондо, а к 9 годам заслужила детский чёрный пояс.
После этого она продолжила практиковаться в карате и бразильском джиу-джитсу, а к 16 годам переключилась на кикбоксинг и MMA, где занималась в зале Дюна Руфордса.

## Биография

### Любительские бои
Роуз Намаюнас начала выступать в любительских поединках по правилам MMA в 2010 году. Она провела 4 боя в которых одержала 4 победы, причём в двух поединках сделала это досрочно — с Мелиссой Пачеко и Джен Аниано был зафиксирован технический нокаут, в остальных поединках Намаюнас побеждала единогласным решением.

### Invicta FC
Её дебют в профессиональных боях состоялся 5 января 2013-м году в поединке против Эмили Каган в рамках шоу Invicta FC 4: Esparza vs. Hyatt. Бой растянулся на три раунда, но в третьем раунде Роуз смогла провести удушающий приём, одержав первую победу в профессионалах.
Намаюнас продолжила сотрудничество с промоушеном Invicta FC, проведя в его стенах ещё 2 поединка. 5 апреля 2013 года Намаюнас одержала победу над Катиной Кэтрон, проведя ей болевой прием на руку уже на 12-й секунде схватки. 13 июля 2013 года Намаюнас провела бой против Тиши Торрес в рамках турнира Invicta FC 6: Coenen vs Cyborg, где проиграла ей единогласным решением судей.

### UFC
28 июля 2014 года стало известно, что Роуз Намаюнас примет участие в новом сезоне реалити-шоу The Ultimate Fighter, главным призом в котором помимо денег был контракт с UFC и титул первого чемпиона во вновь созданном наилегчайшем дивизионе UFC. Роуз уверенно дошла до финала 20 сезона The Ultimate Fighter, победив Алекс Чемберс, Джоанн Калдервуд и в полуфинале Ранду Маркос, причём все три соперника сдались досрочно. 12 декабря 2014 года Роуз Намаюнас встретилась в финальном поединке с Карлой Эспарса и проиграла, пропустив удушающий приём в последнем раунде.
Роуз Намаюнас успешно начала свою карьеру в UFC, хотя её дебютного боя болельщикам пришлось ждать долго. Её первый поединок должен был состояться в рамках турнира UFC 187 23 мая 2015 года, но её соперница Нина Ансарофф в последний момент снялась с турнира. Намаюнас полноценно дебютировала в UFC 3 октября 2015 года в рамках турнира UFC 192, где её соперницей стала Анджела Хилл. Роуз одержала победу удушающим приемом в первом раунде.
10 декабря 2015 года Роуз Намаюнас заменила травмированную Джоан Калдервуд на турнире UFC Fight Night 80 в поединке против Пейдж Ванзант. Намаюнас победила удушающим приёмом в пятом раунде.
16 апреля 2016 года Намаюнас провела реванш с Тишей Торрес в рамках турнира UFC on Fox 19, и одержала победу единогласным решением судей, нанеся сопернице первое поражение в профессиональной карьере.
30 июля 2016 года Намаюнас подралась с Каролиной Ковалькевич на турнире UFC 201, где проиграла раздельным решением судей.
15 апреля 2017 года Роуз Намаюнас победила Мишель Уотерсон на турнире UFC on Fox 24 с помощью удушающего приёма во втором раунде.
4 ноября 2017 года Роуз Намаюнас встретилась на турнире UFC 217 c Йоанной Енджейчик и впервые в своей карьере одержала победу техническим нокаутом в первом же раунде, став новым чемпионом мира UFC в минимальном весе.
Первую защиту титула Намаюнас провела 7 апреля 2018 года в матч-реванше против Енджейчик. В упорном бою, который продлился все пять раундов американка оказалась сильнее, победив единогласным решением судей и сохранив чемпионский пояс.
11 мая 2019 года Намаюнас защищала свой титул на турнире UFC 237 в Рио против бразильянки Джессики Андраде и уступила нокаутом во втором раунде, сложив чемпионские полномочия.
Запланированный на 18 апреля реванш между Намаюнас и Андраде в рамках турнира UFC 249 был отменён на период эпидемии COVID-19. Роуз Намаюнас предварительно снялась с боя из-за потери двух членов семьи. В итоге данный бой состоялся 11 июля в Абу-Даби в рамках турнира UFC 251. Поединок был достаточно равным и Намаюнас смогла взять реванш раздельным судейским решением.

## Статистика боёв в смешанных единоборствах
| Боёв 22  | Побед 15 | Поражений 7 |
| -------- | -------- | ----------- |
| Нокаутом | 2        | 1           |
| Сдачей   | 6        | 1           |
| Решением | 7        | 5           |

| Результат | Рекорд | Соперник             | Способ                            | Турнир                                                  | Дата            | Раунд | Время | Место                      | Примечание                                                                          |
| --------- | ------ | -------------------- | --------------------------------- | ------------------------------------------------------- | --------------- | ----- | ----- | -------------------------- | ----------------------------------------------------------------------------------- |
| Победа    | 15-7   | Миранда Маверик      | Единогласное решение              | UFC Fight Night: Усман vs. Бакли                        | 15 июня 2025    | 3     | 5:00  | Атланта, Джорджия, США     |                                                                                     |
| Поражение | 14-7   | Эрин Блэнчфилд       | Единогласное решение              | UFC Fight Night: Морено vs. Альбази                     | 2 ноября 2024   | 5     | 5:00  | Эдмонтон, Альберта, Канада |                                                                                     |
| Победа    | 14-6   | Трейси Кортес        | Единогласное решение              | UFC on ESPN: Намаюнас vs. Кортес                        | 13 июля 2024    | 5     | 5:00  | Денвер, Колорадо, США      |                                                                                     |
| Победа    | 13-6   | Аманда Рибас         | Единогласное решение              | UFC Fight Night: Рибас vs. Намаюнас                     | 23 марта 2024   | 5     | 5:00  | Лас-Вегас, Невада, США     |                                                                                     |
| Поражение | 12-6   | Манон Фиоро          | Единогласное решение              | UFC Fight Night: Ган vs. Спивак                         | 2 сентября 2023 | 3     | 5:00  | Париж, Франция             | Бой в наилегчайшем весе.                                                            |
| Поражение | 12-5   | Карла Эспарса        | Раздельное решение                | UFC 274                                                 | 7 мая 2022      | 5     | 5:00  | Финикс, Аризона, США       | Утратила титул чемпионки UFC в женском минимальном весе.                            |
| Победа    | 12-4   | Чжан Вэйли           | Раздельное решение                | UFC 268                                                 | 6 ноября 2021   | 5     | 5:00  | Нью-Йорк, США              | Защитила (1) титул чемпионки UFC в женском минимальном весе.                        |
| Победа    | 11-4   | Чжан Вэйли           | Нокаут (хай-кик)                  | UFC 261                                                 | 24 апреля 2021  | 1     | 1:18  | Джексонвилль, Флорида, США | Завоевала титул чемпионки UFC в женском минимальном весе. «Выступление вечера» (2). |
| Победа    | 10-4   | Жессика Андради      | Раздельное решение                | UFC 251                                                 | 11 июля 2020    | 3     | 5:00  | Абу-Даби, ОАЭ              | «Лучший бой вечера» (4).                                                            |
| Поражение | 9-4    | Жессика Андради      | Нокаут (слэм)                     | UFC 237                                                 | 11 мая 2019     | 2     | 2:58  | Рио-де-Жанейро, Бразилия   | Утратила титул чемпионки UFC в минимальном весе. «Лучший бой вечера» (3).           |
| Победа    | 9-3    | Й. Енджейчик         | Единогласное решение              | UFC 223                                                 | 7 апреля 2018   | 5     | 5:00  | Нью-Йорк, США              | Защитила (1) титул чемпионки UFC в минимальном весе.                                |
| Победа    | 8-3    | Й. Енджейчик         | Технический нокаут (удары руками) | UFC 217                                                 | 4 ноября 2017   | 1     | 3:03  | Нью-Йорк, США              | Завоевала титул чемпионки UFC в женском минимальном весе. «Лучший бой вечера» (2).  |
| Победа    | 7-3    | Мишель Уотерсон      | Удушающий прием                   | UFC on Fox: Джонсон vs. Рейс                            | 15 апреля 2017  | 2     | 2:47  | Канзас-Сити, Миссури, США  |                                                                                     |
| Поражение | 8-3    | Каролина Ковалькевич | Раздельное решение                | UFC 201                                                 | 30 июля 2016    | 3     | 5:00  | Атланта, Джорджия, США     | «Лучший бой вечера» (1).                                                            |
| Победа    | 6-2    | Тиша Торрес          | Единогласное решение              | UFC on Fox: Тейшейра vs. Эванс                          | 16 апреля 2016  | 3     | 5:00  | Тампа, Флорида, США        |                                                                                     |
| Победа    | 5-2    | Пейдж Ванзант        | Удушающий прием                   | UFC Fight Night: Намаюнас vs. Ванзант                   | 10 декабря 2015 | 5     | 2:25  | Лас-Вегас, Невада, США     | «Выступление вечера» (1).                                                           |
| Победа    | 4-2    | Анджела Хилл         | Удушающий прием                   | UFC 192                                                 | 3 октября 2015  | 1     | 2:47  | Хьюстон, Техас, США        |                                                                                     |
| Поражение | 3-2    | Карла Эспарса        | Удушающий прием                   | The Ultimate Fighter: A Champion Will Be Crowned Finale | 12 декабря 2014 | 3     | 1:26  | Лас-Вегас, Невада, США     | Первый бой за титул чемпиона в женском минимальном дивизионе UFC.                   |
| Победа    | 3-1    | Ранда Маркос         | Болевой приём (кимура)            | The Ultimate Fighter Season 20                          | 14 августа 2014 | 1     | 2:45  | Канзас-Сити, Миссури, США  | Полуфинал TUF 20.                                                                   |
| Поражение | 2-1    | Тиша Торрес          | Единогласное решение              | Invicta FC 6: Coenen vs. Cyborg                         | 13 июля 2013    | 3     | 5:00  | Канзас-Сити, Миссури, США  |                                                                                     |
| Победа    | 2-0    | Катина Катрон        | Болевой прием (рычаг локтя)       | Invicta FC 5: Penne vs. Waterson                        | 5 апреля 2013   | 1     | 0:12  | Канзас-Сити, Миссури, США  | «Удушающий приём вечера» (2).                                                       |
| Победа    | 1-0    | Эмили Кейген         | Удушающий прием                   | Invicta FC 4: Esparza vs. Hyatt                         | 5 января 2013   | 3     | 3:44  | Канзас-Сити, Миссури, США  | «Удушающий приём вечера» (1).                                                       |

### The Ultimate Fighter Season 20
| Боёв 2 | Побед 2 | Поражений 0 |
| ------ | ------- | ----------- |
| Сдачей | 2       | 0           |

| Результат | Рекорд | Соперник         | Способ                 | Турнир                         | Дата           | Раунд | Время | Место                     | Примечание                  |
| --------- | ------ | ---------------- | ---------------------- | ------------------------------ | -------------- | ----- | ----- | ------------------------- | --------------------------- |
| Победа    | 2-0    | Джоанн Калдервуд | Сдача (кимура)         | The Ultimate Fighter Season 20 | 6 августа 2014 | 2     | 2:06  | Канзас-Сити, Миссури, США | Четвертьфинальный поединок. |
| Победа    | 1-0    | Алекс Чемберс    | Сдача (удушение сзади) | The Ultimate Fighter Season 20 | 28 июля 2014   | 1     | 4:38  | Канзас-Сити, Миссури, США | Предварительный поединок.   |

### Любительские бои
| Боёв 4   | Побед 4 | Поражений 0 |
| -------- | ------- | ----------- |
| Нокаутом | 2       | 0           |
| Решением | 2       | 0           |

| Результат | Рекорд | Соперник        | Способ               | Турнир                                        | Дата            | Раунд | Время | Место                     | Примечание                                                  |
| --------- | ------ | --------------- | -------------------- | --------------------------------------------- | --------------- | ----- | ----- | ------------------------- | ----------------------------------------------------------- |
| Победа    | 4-0    | Джен Аниано     | TKO (удары)          | KOTC: Trump Card                              | 30 июня 2012    | 1     | 0:33  | Канзас-Сити, Миссури, США | Бой в минимальном весе.                                     |
| Победа    | 3-0    | Мориэл Чарнески | Единогласное решение | KOTC: March Mania                             | 17 марта 2012   | 3     | 5:00  | Канзас-Сити, Миссури, США | Бой до 130 фунтов.                                          |
| Победа    | 2-0    | Хизер Бассетт   | Единогласно решение  | KOTC: Winter Warriors                         | 10 декабря 2011 | 1     | 0:12  | Канзас-Сити, Миссури, США | Бой в наилегчайшем весе. Оценки судей: 30–28, 30–27, 29–28. |
| Победа    | 1-0    | Мелисса Пачеко  | TKO (удары)          | North American Fight Championship: Relentless | 7 августа 2010  | 1     | 2:51  | Вест-Уэлисс, Вилкинсон    | Бой в наилегчайшем весе.                                    |